# Кодрешть
Кодрешть, Кодрешті (рум. Codrești) — село у повіті Вранча в Румунії. Входить до складу комуни Чорешть.
Село розташоване на відстані 143 км на північний схід від Бухареста, 31 км на південь від Фокшан, 59 км на захід від Галаца, 131 км на схід від Брашова.

## Населення
За даними перепису населення 2002 року у селі проживали 320 осіб, усі — румуни. Усі жителі села рідною мовою назвали румунську.